# Svetlana Komarova
Svetlana Komarova –en ruso, Светлана Комарова– es una deportista rusa que compitió en judo. Ganó una medalla de bronce en el Campeonato Europeo de Judo de 1997, en la categoría de –48 kg.

## Palmarés internacional
| Campeonato Europeo | Campeonato Europeo | Campeonato Europeo | Campeonato Europeo |
| Año                | Lugar              | Medalla            | Categoría          |
| ------------------ | ------------------ | ------------------ | ------------------ |
| 1997               | Ostende (Bélgica)  | Medalla de bronce  | –48 kg             |